# Raduno di Norimberga

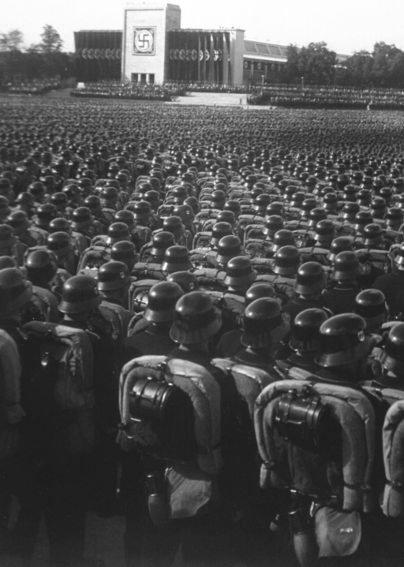
Truppe delle SS al raduno di Norimberga del 1935.

Il termine Raduno di Norimberga (in lingua tedesca Reichsparteitag, letteralmente «Giornata nazionale del partito») si riferisce ai congressi tenuti dal Partito nazionalsocialista in Germania dal 1923 al 1938. Dopo l'ascesa al potere di Adolf Hitler nel 1933 fu definitivamente stabilito di tenere i raduni a Norimberga con cadenza annuale e di trasformarli in imponenti manifestazioni propagandistiche circondate da imponenti elementi scenografici progettati dall'architetto Albert Speer in un'apposita area della città.

## Origini (1923-1929)
I primi raduni del Partito nazionalsocialista si tennero a Monaco nel 1923 (27-29 gennaio) e a Weimar nel 1926 (1º-4 luglio). Questi primi eventi, organizzati in maniera approssimativa, non mostravano ancora le "adunate oceaniche" tipiche degli anni successivi; si risolvevano in improvvisati discorsi tenuti dai leader del partito che venivano spesso interrotti dai membri di partiti rivali, in particolar modo dai comunisti. Era infatti tipico di quegli anni del dopoguerra tedesco, nell'infuocata atmosfera di contrapposizione politica, che partiti e organizzazioni politiche fossero presenti in forze ai raduni degli oppositori con l'intento di disturbare e interromperne lo svolgimento, spesso anche per innescare tafferugli e violente risse.
Dal 1927 in poi, e cioè fino allo scoppio della seconda guerra mondiale, i raduni furono organizzati esclusivamente nella città di Norimberga che venne scelta per una serie di ragioni organizzative e di opportunità politica: era situata al centro del Reich e quindi facilmente raggiungibile. La piazza Luitpoldhain ben si prestava a contenere il sempre maggior numero di partecipanti al raduno ed inoltre l'evento poteva contare sull'efficiente organizzazione dei nazionalsocialisti locali guidati da Julius Streicher, Gauleiter della Franconia. Infine la locale polizia, diretta dal simpatizzante nazista Heinrich Gareis, ostacolò solo in minima parte lo svolgimento dei primi due raduni norimberghesi, prima dell'ascesa al potere di Hitler.
Norimberga venne scelta anche per l'elevato significato simbolico e politico che la ricollegava alla tradizione delle Diete imperiali ivi tenute durante il Sacro Romano Impero. Nell'opuscolo commemorativo del raduno che si tenne dal 19 al 21 agosto del 1927, curato da Alfred Rosenberg, la scelta venne così illustrata:
Prima dell'ascesa al potere del Partito nazionalsocialista si tenne un secondo raduno a Norimberga dal 1° al 4 agosto 1929 al quale parteciparono circa 25.000 simpatizzanti, per la maggior parte uomini delle Sturmabteilung (SA) e delle nascenti SS incaricate - come in tutte le edizioni successive - della sicurezza del raduno.

## Gli anni del potere (1933-1938)
Dopo l'ascesa al potere del Partito nazionalsocialista del 30 gennaio 1933 a seguito della nomina di Adolf Hitler alla carica di Cancelliere del Reich, i raduni di Norimberga ebbero cadenza annuale. Dallo stesso anno venne fissato il periodo della manifestazione, da tenersi nella prima metà di settembre ed un nuovo nome: Reichsparteitage des deutschen Volkes («Giornata nazionale del partito nazionalsocialista del popolo tedesco»). I raduni assunsero negli anni proporzioni colossali arrivando a contare oltre mezzo milione di partecipanti e delegazioni appartenenti a tutte le realtà del partito (SA, SS, Gioventù hitleriana, ecc.), dell'esercito tedesco e delle istituzioni nazionali.

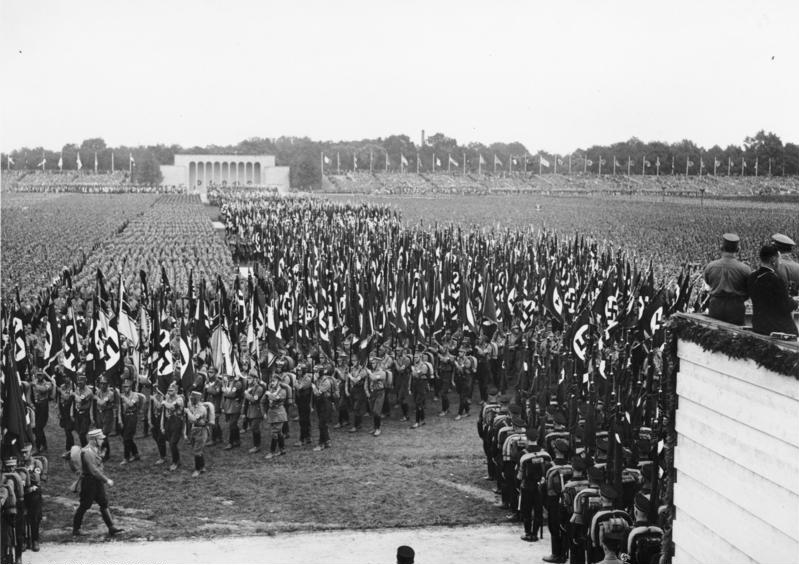
Il raduno del 1933.

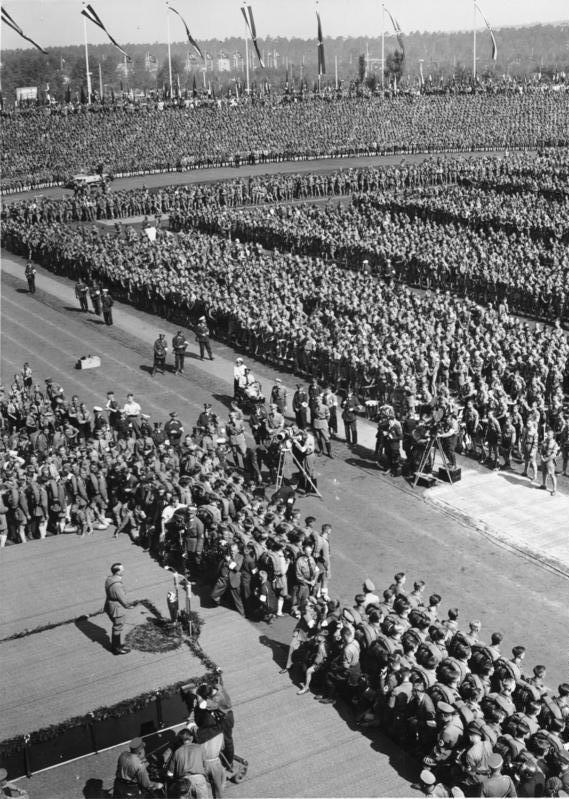
Hitler al raduno del 1934.

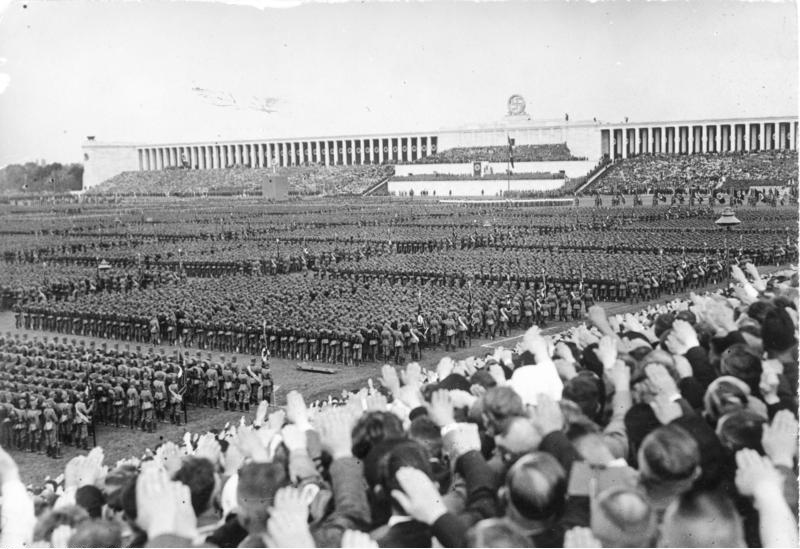
Il raduno del 1937.

Per ogni anno venne scelto un titolo, legato a importanti eventi accaduti in quell'anno in Germania.

### 1933: Raduno della vittoria
Tema del raduno, che si tenne dal 1º al 3 di settembre, fu la conquista del potere da parte dello NSDAP, e della vittoria sulla Repubblica di Weimar. Dal 30 gennaio alla data del raduno il Partito nazionalsocialista, con la soppressione di tutti i partiti politici e una serie di leggi smantellò completamente la struttura repubblicana e trasformò di fatto la Germania in una dittatura nel corso di un processo chiamato eufemisticamente dalla retorica nazista Gleichschaltung o Allineamento forzato.

### 1934
Per questo raduno (5-10 settembre) non venne stabilito nessun tema. Successivamente venne ricordato come Reichsparteitag der Einheit und Stärke («Raduno dell'Unità e della Forza»), Reichsparteitag der Macht («Raduno del Potere») oppure, dal titolo del film propagandistico Il trionfo della volontà (originale: Triumph des Willens) di Leni Riefenstahl quell'anno, Reichsparteitag des Willens («Raduno della Volontà»).

### 1935: Raduno della libertà
Il tema della libertà si riferiva alla reintroduzione della coscrizione obbligatoria e alla creazione di un nuovo potente esercito, la Wehrmacht istituita il 16 marzo di quell'anno in violazione alle clausole del trattato di Versailles del 1919 che limitava la dimensione dell'esercito tedesco a 100.000 uomini. Il pubblico ripudio del Trattato venne considerato una «liberazione» del popolo tedesco nei confronti dei vincoli imposti dalle potenze europee in occasione del termine del primo conflitto mondiale.
In occasione del raduno (10-16 settembre) vennero promulgate le leggi razziali (15 settembre 1935) che presero perciò il nome di leggi di Norimberga e che rappresentarono una fondamentale tappa nel processo che condusse all'Olocausto negli anni successivi.

### 1936: Raduno dell'onore

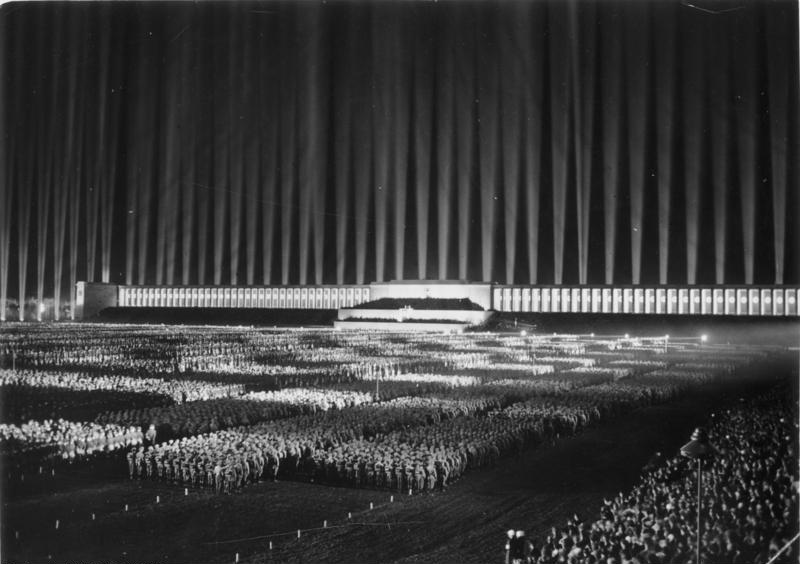
La Cattedrale di luce (Lichtdom) progettata da Albert Speer per il Raduno di Norimberga dell'8 settembre 1936.

La rimilitarizzazione della Renania - e la conseguente restaurazione, nell'ottica nazista, dell'onore tedesco - fu scelta come tema portante del raduno del 1936 (8-14 settembre). Come stabilito dal patto di Locarno (1925), la sponda sinistra del Reno avrebbe dovuto essere smilitarizzata e fu occupata fino al 1930 dalle forze britanniche e francesi. Il 7 marzo 1936, violando le clausole del patto, la Wehrmacht entrò in Renania riportandola sotto il controllo militare della Germania.

### 1937: Raduno del lavoro
Il tema del raduno del 1937 (6-13 settembre) si riferiva alla drastica riduzione della disoccupazione in Germania dall'ascesa di Hitler. Gli anni della Repubblica di Weimar erano stati segnati da una perdurante crisi economica, conseguente alla Grande depressione, e da elevati livelli di disoccupazione. Il particolare interesse del partito nazionalsocialista a questa tematica e le conseguenti politiche del lavoro ridussero rapidamente la disoccupazione fino a farla praticamente scomparire.

### 1938: Raduno della Grande Germania
Il tema del raduno (5-12 settembre) era riferito all'annessione dell'Austria (Anschluss) al Reich tedesco avvenuta il 12 marzo 1938.

### 1939: Raduno della pace
Il raduno del 2-11 settembre 1939 doveva avere come tema la pace, rappresentata dalla volontà tedesca di perseguire pacificamente la propria politica di espansione. A dispetto della supposta volontà di pace, il 1º settembre 1939 la Germania invase la Polonia dando il via alla seconda guerra mondiale e il raduno venne cancellato.

## Svolgimento dei raduni
L'aspetto principale dei raduni di Norimberga fu la trasfigurazione propagandistica, abilmente orchestrata, della figura di Adolf Hitler, dipinto come un "messia" inviato dalla Provvidenza per salvare il popolo tedesco. Le masse, rigidamente inquadrate in suggestivi scenari, ascoltavano la parola di Hitler, marciando davanti a lui e giurando lealtà alla sua persona e all'ideologia nazista. I raduni servirono la propaganda tedesca come veicolo per mostrare, soprattutto all'estero, la volontà e l'armonia del "nuovo" popolo tedesco forgiato dalla disciplina e dall'ordine.
La dimostrazione di potenza della nuova Germania non era limitata agli spazi predisposti per il raduno. Le formazioni del Partito marciavano lungo le strade dell'antico centro di Norimberga pavesate di bandiere naziste con la svastica, per essere salutate da Hitler e dal popolo entusiasta. Tale scenografia, organizzata da Albert Speer, doveva servire a simboleggiare la continuità tra la grandezza del Sacro Romano Impero e quella del Terzo reich.
A partire dal 1935 la prima serata del raduno era dedicata all'esecuzione dell'opera di Richard Wagner I maestri cantori di Norimberga. Hitler fu un grande ammiratore di Wagner che egli riteneva un precursore dell'ideologia nazista per via delle sue opere eroiche basate sulla mitologia nordica e del suo forte antisemitismo.

## I film propagandistici di Leni Riefenstahl
Per ogni raduno tra il 1933 ed il 1935 la regista tedesca Leni Riefenstahl creò un film-documentario sullo svolgimento dell'evento. Le capacità tecniche ed artistiche della Riefenstahl e le oceaniche masse rigidamente inquadrate nelle scenografie di Albert Speer contribuirono a creare alcuni tra i migliori film di propaganda politica mai prodotti.

### Der Sieg des Glaubens
Der Sieg des Glaubens («La vittoria della fede») fu girato nel corso del raduno del 1933. Il film venne ritirato dalla circolazione nel giugno 1934 e tutte le copie furono distrutte a causa della presenza di Ernst Röhm e altri comandanti delle SA in molte delle scene girate. Il 30 giugno 1934 infatti Hitler scatenò una sanguinosa purga (che prese il nome di «Notte dei lunghi coltelli») allo scopo di decapitare la dirigenza delle SA oltre ad eliminare numerosi oppositori esterni. Tutto ciò che era riconducibile a Röhm, fino ad allora esaltato dalla propaganda nazionalsocialista come un eroe, venne completamente cancellato e stessa sorte subì Der Sieg des Glaubens.
Nell'aprile 1934 la Riefenstahl effettuò un viaggio in Gran Bretagna per una serie di incontri sulle sue tecniche di regia. In quest'occasione venne fatta una copia del film, poi dimenticata in un deposito inglese e riscoperta dopo 60 anni di oblio: a tutt'oggi è l'unica copia superstite completa che si conosca.

### Triumph des Willens
«Il trionfo della volontà» è tuttora considerato uno dei più riusciti esempi di film propagandistico. Alla sua uscita, nel 1935, il film venne accolto entusiasticamente in Germania ed Hitler lo lodò come «incomparabile glorificazione della potenza e della bellezza del nostro Movimento».

### Tag der Freiheit
«I giorni della libertà» ha per protagonista l'esercito. In Triumph des Willens le scene riguardanti l'esercito tedesco erano limitate a un breve spezzone che mostrava una carica di cavalleria; questa mancanza indispettì i generali tedeschi che protestarono con Hitler. Egli propose alla Riefenstahl di modificare Triumph des Willens aggiungendo alcune scene incentrate sull'esercito ma ella rifiutò e preferì tornare al raduno del 1935 per girare questo nuovo film, interamente dedicato all'esercito tedesco.